# Nunnally Johnson
Nunnally Hunter Johnson (Columbus, 5 dicembre 1897 – Hollywood, 25 marzo 1977) è stato un regista statunitense che scrisse, diresse e produsse un centinaio di film.

## Biografia
Johnson nacque a Columbus in Georgia. Iniziò la sua carriera come giornalista, scrivendo per il Columbus Enquirer Sun, il Savannah Press, il Brooklyn Daily Eagle ed il New York Herald Tribune. Egli scrisse anche dei brevi racconti ed una raccolta di questi, There Ought To Be a Law, venne pubblicata nel 1930. Il suo primo incontro con il mondo del cinema, fu la vendita dei diritti cinematografici di uno di questi racconti nel 1927. Johnson chiese al suo editore di poter scrivere articoli di critica cinematografica ed al rifiuto da parte di questi, decise di trasferirsi a Hollywood per lavorare nell'industria del cinema.
Johnson trovò subito un lavoro come sceneggiatore e fu assunto a tempo pieno dalla 20th Century Fox nel 1935. Egli iniziò presto a produrre films e fondò, con William Goetz, la International Pictures nel 1943.  Negli anni cinquanta del XX secolo diresse diversi film. 
Nel 1940 ottenne una candidatura all'Oscar per la sceneggiatura del film Furore e nel 1956 un premio come miglior regista d'America per L'uomo dal vestito grigio.
Nunnally Johnson si sposò tre volte, rispettivamente con Alice Mason, Marion Byrnes e Dorris Bowdon. Quest'ultimo matrimonio durò dal 1939 fino alla sua morte e da esso nacquero tre figli, Christie, Roxanna e Scott. La figlia Marjorie Fowler (1920-2003), avuta da Alice Mason, fu una montatrice cinematografica, e il nipote di questa è l'attore Jack Johnson.
Johnson morì di polmonite a Hollywood nel 1977, e fu sepolto nel Westwood Village Memorial Park Cemetery di Los Angeles.

## Filmografia

### Regista
- Gente di notte (Night People) (1954)
- L'amante sconosciuto (Black Widow) (1954)
- Scandalo al collegio (How to Be Very, Very Popular) (1955)
- L'uomo dal vestito grigio (The Man in the Gray Flannel Suit) (1956)
- La donna dai tre volti (The Three Faces of Eve) (1957)
- Le donne hanno sempre ragione (Oh, Men! Oh, Women!) (1957)
- L'uomo che capiva le donne (The Man Who Understood Women) (1957)
- La sposa bella (The Angel Wore Red) (1960)

### Sceneggiatore
- Una maschietta tutto pepe (Rough House Rosie), regia di Frank R. Strayer - soggetto (1927)
- La casa dei Rothschild (The House of Rothschild), regia di Alfred L. Werker (1934)
- Un'ombra nella nebbia (Bulldog Drummond Strikes Back) di Roy Del Ruth (1934)
- Il cardinale Richelieu (Cardinal Richelieu), regia di Rowland V. Lee (1935)
- L'uomo che sbancò Montecarlo (The Man Who Broke the Bank at Monte Carlo), regia di Stephen Roberts (1935)
- La reginetta dei monelli (Dimples), regia di William A. Seiter - soggetto, non accreditato (1936)
- Il prigioniero dell'isola degli squali (The Prisoner of Shark Island), regia di John Ford (1936)
- Furore (The Grapes of Wrath), regia di John Ford (1940)
- Condannatemi se vi riesce! (Roxie Heart), regia di William A. Wellman (1942)
- The Pied Piper, regia di Irving Pichel (1942)
- La luna è tramontata (The Moon Is Down), regia di Irving Pichel (1943)
- Marito a sorpresa (Holy Matrimony), regia di John M. Stahl (1943)
- Le chiavi del paradiso, regia di John M. Stahl (1944)
- La donna del ritratto (The Woman in the Window), regia di Fritz Lang (1944)
- Il signore e la sirena (Mr. Peabody and the Mermaid), regia di Irving Pichel (1948)
- Se mia moglie lo sapesse (Everybody Does It) regia di Edmund Goulding (1949)
- Come sposare un milionario (How to Marry a Millionaire), regia di Jean Negulesco(1953)
- La donna dai tre volti (The Three Faces of Eve), regia di Nunnally Johnson (1957)
- La sposa bella (The Angel Wore Red), regia di Nunnally Johnson (1960)
- Passione di amazzoni (Chad Hanna), regia di Henry King (1960)
- Mister Hobbs va in vacanza (Mr. Hobbs Takes a Vacation), regia di Henry Koster (1962)
- Prendila è mia (Take Her, She's Mine), regia di Henry Koster (1963)
- La vita privata di Henry Orient (The World of Henry Orient), regia di George Roy Hill (1964)

### Produttore
- L'uomo che sbancò Montecarlo (The Man Who Broke the Bank at Monte Carlo), regia di Stephen Roberts (1935)
- La reginetta dei monelli (Dimples), regia di William A. Seiter (1936)
- Condannatemi se vi riesce! (Roxie Heart) di William A. Wellman (1942)
- La donna del ritratto (The Woman in the Window), regia di Fritz Lang (1944)
- Il signore e la sirena (Mr. Peabody and the Mermaid), regia di Irving Pichel (1948)
- Se mia moglie lo sapesse (Everybody Does It) regia di Edmund Goulding (1949)